# Pegorile
Il Pegorile è un fiume di risorgiva della provincia di Treviso.
Nasce presso Ponzano Veneto e già poco dopo accoglie da sinistra le acque del torrente Giavera. Prosegue il suo corso verso sud e, poco prima di Treviso si immette nel Botteniga.
Sul suo corso si trovavano un tempo mulini e segherie e, sino alla metà dell'Ottocento, il fiume rappresentava una via d'acqua usata in particolare per il trasporto del legname. Vi si trovano tuttora due piccole centrali idroelettriche con una potenza efficiente di 11,09 e 6,17 kW rispettivamente.
Vi è concessa la pesca sportiva.